# Politécnico de Turín
El Politécnico de Turín (en italiano: Politecnico di Torino, POLITO) es una universidad pública de carácter científico-tecnológico. Es el último heredero de una serie de escuelas turinesas instituidas a partir de 1859, el Politécnico forma arquitectos, ingenieros, diseñadores industriales y diseñadores gráficos. Entrega títulos académicos de laurea y laurea specialistica (maestrías en ciencias) y es la sede de diferentes cursos de doctorado de investigación y máster. Históricamente está considerado el mejor politécnico italiano y uno de los más prestigiosos de Europa.
La sede central de la Facultad de Ingeniería se encuentra en el Corso Duca degli Abruzzi, mientras la sede central de la Facultad de Arquitectura está situada en el Castillo del Valentino. También hay otras sedes en el corso Francia (Alenia), en via Boggio y en Lingotto. Además, El Politécnico de Turín tiene sedes descentralizadas en Alessandria, Biella, Ivrea, Mondovì, Vercelli, Verrès y centros de escucha para los pregrados o licenciaturas a distancia en Turín, Scano di Montiferro, Oristano, Domodossola e Alessandria.
El Politécnico de Turín tiene relaciones con varias universidades, especialmente europeas, estadounidenses, chinas y latinoamericanas, a través de la participación en redes universitarias que gracias a los acuerdos bilaterales, facilitan la consecución de titulaciones dobles, por ejemplo la maestría de TOP-UIC (Chicago) y el proyecto ALPIP (América Latina Piemonte Politécnico) o la red de los mejores Gestores Industriales de Europa, o la red CLUSTER, además de la participación en proyectos comunitarios como Sócrates/Erasmus.

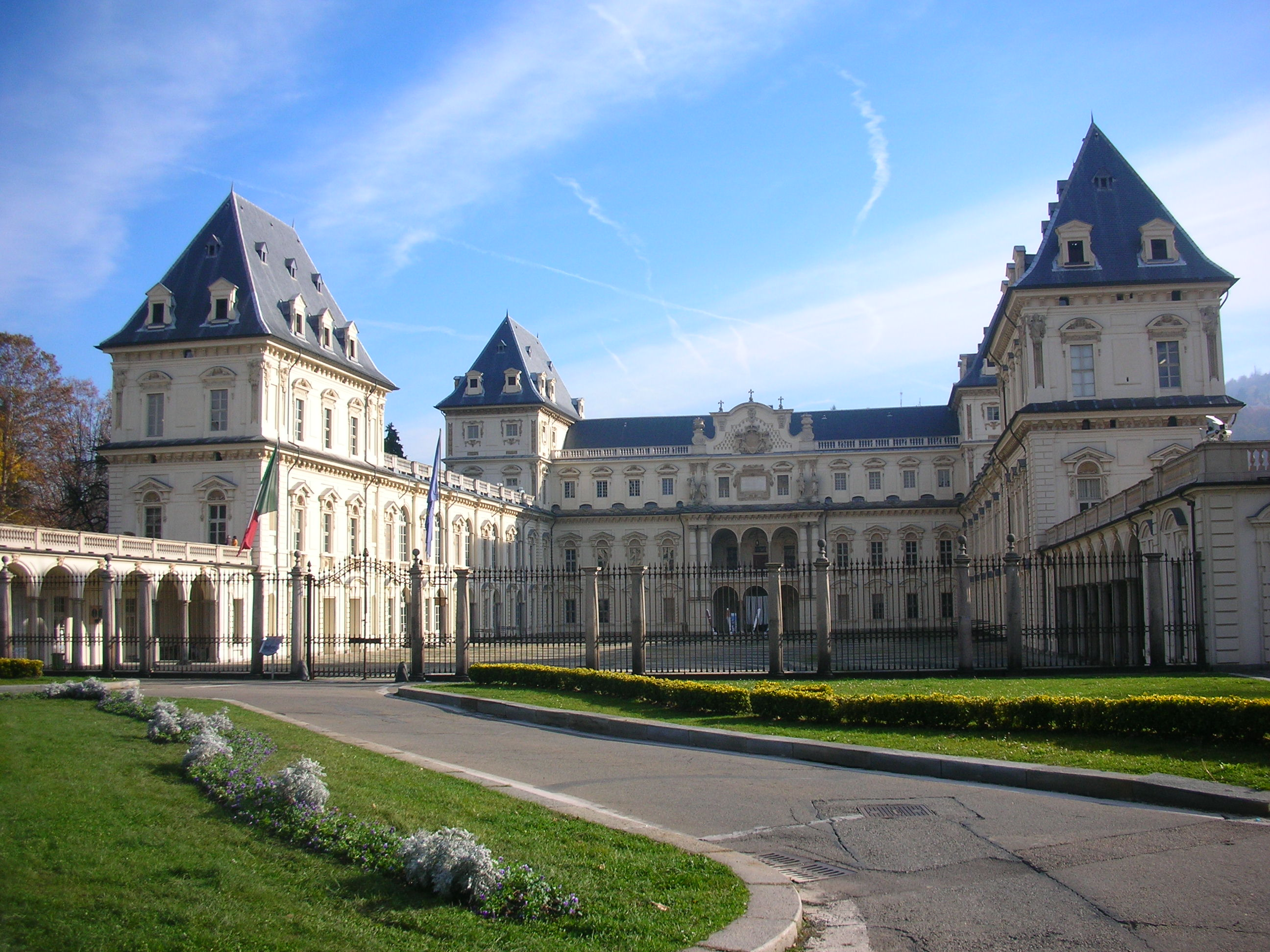
Castillo del Valentino.

En el 2004 el Politécnico de Turín y el Politécnico de Milano fundaron la Alta Escuela Politécnica.
Los principales programas ofrecidos son Arquitectura, Ingeniería Aeroespacial, Ingeniería Automotriz, Ingeniería Biomédica, Ingeniería Civil, Ingeniería Informática, Ingeniería Química, Ingeniería Eléctrica, Ingeniería Electrónica, Ingeniería de las Telecomunicaciones , Ingeniería Ambiental, Ingeniería de minas, Ingeniería Energética, Ingeniería de Materiales, Ingeniería Mecánica, Ingeniería Mecatrónica, Ingeniería Nuclear, Nanotecnología, Ingeniería de Producción e Ingeniería Textil.
"Gracias a su ubicación geográfica, esta institución académica está en el centro de los principales sistemas industriales de Europa y en los 150 años que han transcurrido desde su creación ha sido una fuente muy importante de desarrollo industrial, tecnológico y social de Italia. 
La institución cuenta con 18 centros de investigación y mantiene fuertes lazos con empresas locales e internacionales que cada año le representan alrededor de 700 contratos de investigación."

## Historia
El Politecnico di Torino nace a mediados delsiglo XIX. El Regio Politecnico di Torino surge de la fusión de la Scuola di Applicazione per gli Ingegneri (1859) y del Museo Industriale Italiano (1862). Los objetivos principales del Politécnico eran, y siguen siendo, formar ingenieros y arquitectos, además de promover el estudio y actividad para el progreso industrial y comercial del país.
Bajo el modelo de las grandes escuelas politécnicas europeas, en los primeros años del siglo XX el Regio Politecnico di Torino se movió en más direcciones, realizando acuerdos tanto con el mundo científico europeo, como con la industria local y nacional. Nació la aeronáutica y en los nuevos laboratorios, de  química y  arquitectura, los jóvenes que llegaban de toda la Italia, entraban en contacto con un ambiente vivo y creativo, donde el mañana ya estaba al alcance de  la mano.

## Personajes ilustres

### Rectores
- Galileo Ferraris  1886
- Marco Gilli - 2012 - hoy
- Francesco Profumo - 2005 - 2011
- Giovanni Del Tin - 2001 - 2005
- Rodolfo Zich - 1987 - 2001
- Lelio Stragiotti - 1981 - 1987
- Rolando Rigamonti - 1970 - 1981
- Antonio Capetti - 1955 - 1970
- Eligio Perucca - 1947 - 1955
- Pietro Enrico Brunelli - 1945 - 1947
- Gustavo Colonnetti - 1945 - 1945
- Aldo Bibolini - 1938 - 1945
- Giancarlo Vallauri - 1935 - 1938
- Clemente Montemartini - 1932 - 1933
- Giuseppe Albenga - 1929 - 1932
- Felice Garelli - 1925 - 1929
- Gustavo Colonnetti - 1922 - 1925
- Enrico D'Ovidio - 1906 - 1922
- Vito Volterra - 1906 - 1906
- Giampiero Chironi - 1905 - 1906
- Angelo Reycend - 1902 - 1905
- Alfonso Cossa - 1887 - 1902
- Giovanni Curioni - 1882 - 1887
- Giacinto Berruti - 1881 - 1882
- Giulio Axerio - 1880 - 1881
- Prospero Richelmy - 1860 - 1880

### Docentes
- Giuseppe Ciribini - Ingeniero considerado el padre de la Arquitectura técnica en Italia).
- Giulio Natta - Química industrial;  recibió el Premio Nobel de Química en 1963.
- Galileo Ferraris- 1886 ingeniero físico inventor campo magnético rotativo

### Graduados honorarios
| Año  | Nombre                    | Materia                        |
| ---- | ------------------------- | ------------------------------ |
| 1937 | Giovanni Agnelli          | Ingeniería Industrial          |
| 1945 | Clarence Raymond Birchett | Ingeniería Civil               |
| 1945 | Edward H. Richardson      | Ingeniería Civil               |
| 1953 | Enrico Mattei             | Ingeniería de Minas            |
| 1957 | Albert Erich Brinckmann   | Arquitectura                   |
| 1959 | Franz Tank                | Ingeniería Industrial          |
| 1959 | Harry R. Ricardo          | Ingeniería Industrial          |
| 1959 | Louis Neel                | Ingeniería Industrial          |
| 1959 | Stephen P. Timoshenko     | Ingeniería Industrial          |
| 1959 | Vittorio Valletta         | Ingeniería Industrial          |
| 1960 | Teodore Von Karman        | Ingeniería Aeronáutica         |
| 1963 | Battista Pininfarina      | Arquitectura                   |
| 1967 | Francesco G. Tricomi      | Ingeniería Aeronáutica         |
| 1989 | Alberto Sartoris          | Arquitectura                   |
| 1993 | Carlo Da Molo             | Ingeniería de Gestión          |
| 1993 | Enrico Salza              | Ingeniería de Gestión          |
| 1993 | Gaetano Di Rosa           | Ingeniería Mecánica            |
| 1993 | Nathan Marcuvitz          | Ingeniería Electrónica         |
| 1993 | Nuccio Bertone            | Arquitectura                   |
| 2001 | Branimir Von Turkovich    | Ingeniería de Materiales       |
| 2001 | Francesco Rosi            | Arquitectura                   |
| 2001 | Piergiorgio Frassati      | Ingeniería de Minas            |
| 2002 | Paul Shewmon              | Ingeniería de Materiales       |
| 2002 | Piergiacomo Guala         | Ingeniería Mecánica            |
| 2002 | Riccardo Lovat            | Ingeniería Medioambiental      |
| 2004 | Paolo Vitelli             | Ingeniería Mecánica            |
| 2005 | Aldo Mantovani            | Ingeniería Mecánica            |
| 2005 | Benoit B. Mandelbrot      | Ingeniería Civil               |
| 2005 | Eric Vittoz               | Ingeniería Electrónica         |
| 2005 | Grigory I. Barenblatt     | Ingeniería Civil               |
| 2005 | Kang Lee Wang             | Ingeniería Física              |
| 2005 | Leonard Kleinrock         | Ingeniería Telemática          |
| 2005 | Robert M. Fano            | Ingeniería de Telecomunicación |
| 2006 | Franco Fontana            | Diseño de Productos Ecológicos |
| 2006 | Gunter Pauli              | Diseño de Productos Ecológicos |
| 2006 | Harold Walter Kroto       | Ingeniería de Materiales       |
| 2006 | Michael Hopkins           | Ingeniería de Edificación      |
| 2006 | Rita Levi Montalcini      | Ingeniería Biomédica           |
| 2007 | Alan Heeger               | Ingeniería Energética          |
| 2007 | Santino Pancotti          | Ingeniería Aeroespacial        |
| 2008 | Sergio Marchionne         | Ingeniería de Gestión          |
| 2010 | Giorgetto Giugiaro        | Arquitectura                   |
| 2011 | Adam M. Neville           | Ingeniería Civil               |
| 2011 | Thaddeus B. Massalski     | Ingeniería de Materiales       |
| 2015 | Leon Ong Chua             | Ingeniería Electrónica         |

### Estudiantes
- Alessandro Antonelli - Arquitecto y creador de la Mole Antonelliana.
- Carlo Alberto Castigliano - Ingeniero y matemático, autor de los Teoremas de Castigliano.
- Giorgio Ceragioli - Fue fundador del movimiento Sviluppo e Pace y empartió los primeros cursos de Autoconstrucción en la universidad italiana.
- Leonardo Chiariglione - Fundador del MPEG.
- Corradino D'Ascanio - Ingeniero Mecánico diseñador de la Vespa.
- Carlo De Benedetti - Empresario, editor y banquero.
- Franco De Benedetti - Empresario y político.
- John Elkann - Empresario, nieto de Gianni Agnelli y presidente del IFIL.
- Giuseppe Gabrielli - Diseñador aeronáutico italiano.
- Vittorio Ghidella - Dirigente empresarial, exadministrador delegado de FIAT, Lancia y Abarth.
- Dante Giacosa - Diseñador y pionero automovilístico.
- Adriano Olivetti - Hijo de Camillo Olivetti, director y presidente de Olivetti en 1938.
- Camillo Olivetti - Fundador de Olivetti.
- Cesare Paolini - Arquitecto y diseñador
- Vilfredo Pareto - Economista y sociólogo
- Pier Giorgio Perotto - Diseñador de la primera calculadora electrónica programable de escritorio Olivetti P101.
- Andrea Pininfarina - Empresario hijo de Sergio Pininfarina.
- Sergio Pininfarina - Empresario, diseñador y senador, hijo de Battista "Pinin" Farina el fundador de Pininfarina.
- Pasquale Pistorio - Exadministrador delegado de STMicroelectronics
- Ettore Sottsass - Arquitecto y diseñador
- Pier Giorgio Frassati - Proclamado beato en 1990 por el papa Juan Pablo II.